# Leo Elaut
Leo Jozef Stefaan Elaut (Gentbrugge, 26 december 1897 - Gent, 2 april 1978) was een Belgisch senator, arts en hoogleraar.

## Levensloop
Elaut was een boerenzoon. Na zijn lager onderwijs aan de gemeentelijke jongensschool van Gentbrugge studeerde hij tot in 1911 aan het Bisschoppelijk College in Eeklo, waarna hij zijn studies tot in 1917 verderzette aan het Sint-Barbaracollege in Gent. Hij behoorde er tot de Vlaamsgezinde groep en was lid en voorzitter van de studiekring Vlaanderen Herleeft.
In 1918 slaagde hij in het eerste jaar natuur- en geneeskunde aan de door de Duitse bezetter vernederlandste universiteit van Gent. Als gevolg hiervan werd hij na de oorlog gestraft en mocht hij pas drie jaar later verder studeren. Intussen volbracht hij zijn legerdienst en werkte hij als vertaler voor de priester-pedagoog Frans de Hovre.
In 1927 promoveerde Elaut tot doctor in de genees-, heel- en verloskunde aan de Universiteit van Gent. Hij specialiseerde zich daarna in de urologie en studeerde daarvoor in Parijs, Amsterdam, Rochester en Minnesota. Na zijn terugkeer in 1930 werd hij zelfstandig medicus-uroloog. Ook was hij verbonden aan het Gentse Sint-Vincentiusziekenhuis en was hij lesgever aan de verpleegstersschool. In 1932 behaalde hij aan de Rijksuniversiteit Gent het aggregaat hoger onderwijs en begon hij aan een universitaire loopbaan. Van 1932 tot 1934 was hij assistent, van 1934 tot 1939 docent en van 1939 tot 1945 hoogleraar aan de Rijksuniversiteit Gent. Ook was hij vanaf 1935 lid van de Vereniging voor Wetenschap. Ook werd hij hoofdredacteur van het Tijdschrift voor Verpleegkunde, Vroedkunde en Sociale Geneeskunde en redactiesecretaris van het Vlaamsch Geneeskundig Tijdschrift. In 1938 was hij stichtend lid van de Koninklijke Academie voor Geneeskunde.
Tijdens de Tweede Wereldoorlog was hij van 1941 tot 1943 decaan van de faculteit Geneeskunde. In die periode was hij voor het VNV ook lid van de Commissie van Openbare Gezondheid in Gent en zat hij in het bestuur van de Orde van Geneesheren, dat collaboreerde met de Duitse bezetter.
Na de oorlog moest Elaut op verdenking van collaboratie verschijnen voor de zuiveringscommissie van de Universiteit Gent. Hij werd ontslagen als hoogleraar en als docent aan de verpleegstersschool en geweerd uit de Academie voor Geneeskunde. Hij verloor ook zijn privépraktijk in de Sint-Vincentiuskliniek en moest vanaf dan operaties uitvoeren in kleinere ziekenhuizen. Op het proces van de Orde van geneesheren werd hij in 1949 in beroep tot twee jaar gevangenisstraf veroordeeld, die hij evenwel niet uitzat. Ook werd Elaut ontzet uit zijn burgerrechten.
In de periode dat hij burgerrechten kwijt was, wijdde hij zich aan de studie van de geschiedenis van de geneeskunde. Elaut schreef talrijke medisch-historische opstellen in vele tijdschriften, vaak onder een pseudoniem wegens het hem opgelegde publicatieverbod. In 1953 ging hij opnieuw studeren aan de Universiteit Gent en in 1958 verwierf hij het aggregaat van het hoger onderwijs in de geschiedenis van de geneeskunde. Deze titel zorgde ervoor dat hij in 1961 lector werd aan de faculteit Geschiedenis van de Gentse Universiteit. In 1958 werd Elaut hersteld in zijn burgerrechten en werd hij voorzitter van de provinciale raad van de Orde van Geneesheren, wat hij bleef tot in 1965.
In 1965 werd Elaut op vraag van onder meer Frans Van der Elst en Maurits Coppieters politiek actief voor de Volksunie. Van 1965 tot 1971 was hij voor de partij lid van de Belgische Senaat voor het arrondissement Gent-Eeklo, een mandaat dat hij vervulde tot in 1971. Hij werd vervolgens gecoöpteerd senator tot in 1974. In de Senaat voerde hij meermaals het woord over medische problemen, de begroting van het ministerie van Volksgezondheid en ten voordele van amnestie. Als lid van de Staatscommissie voor de Ethische Problemen bestreed hij in 1975-1976 eveneens de liberalisering van abortus.
In de periode december 1971-maart 1974 had hij als gevolg van het toen bestaande dubbelmandaat ook zitting in de Cultuurraad voor de Nederlandse Cultuurgemeenschap, die de verre voorloper is van het Vlaams Parlement. Als oudste lid in jaren nam hij het voorzitterschap waar van de installatievergadering van 7 december 1971 van deze Cultuurraad.
Elaut was ook lid van de raad van beheer van het IJzerbedevaartcomité, van 1945 tot 1949 medewerker aan het tijdschrift Rommelpot en voorzitter van de Federatie van Vlaamse Verpleegsterscholen.

## Gezin
Elaut was de schoonzoon van Leon Scheerders-Van Kerchove en de schoonbroer van minister August De Schryver.

## Publicaties
- (met R. Defoort) De Verpleging van chirurgische patiënten Antwerpen, Standaard Boekhandel, 1930
- Urologie ten behoeve van den huisarts, Antwerpen, 1935.
- Een betoog over de lof van de geneeskunde door Desiderius Erasmus van Rotterdam. In het Nederlands vertaald door L. Elaut, Antwerpen, 1950.
- Het medisch denken in de Oudheid, de Middeleeuwen en de Renaissance, Antwerpen, 1952.
- Het medisch beroepsgeheim en zijn historische ontwikkeling, in: Verhandelingen van de KVHU, nr. 456, 1958.
- Van Smeinscen Lede, Academisch proefschrift, Gent, 1958.
- Antieke geneeskunde. In teksten van Griekse en Latijnse auteurs vanaf Homerus tot het begin van de middeleeuwen. Samengebracht door L. Elaut, Antwerpen, 1960.
- Cent portraits de médecins illustres, Gent, 1960.
- Een jubileum: 24 oktober 1916-1966. Vlaanderens eerste Nederlandse universiteit te Gent, in: De Standaard, 24/10/1966.
- Eskulaperijen. Mijmeringen van een arts, Antwerpen, 1967.
- Senatus laudatio, Antwerpen, 1968.
- De tocht der Margrietonauten, Gent, 1970.
- Willem I's wetten ter bevordering van de volksgezondheid, in: Rechtskundig Weekblad, 12/03/1972, nr. 28, 1337-1346.
- (met Griet Maréchal & Octaaf Mus) Septingentesimum jubilaeum hospici dicti Belli, Ieper, 1976
- Een epos: Het Gentse Akademisch Ziekenhuis, Antwerpen/Amsterdam, De Nederlandsche Boekhandel, VVA Monografie, 1977.
- (als Leon Elaut) Mijn memoires. Van Keiberg tot Blandijnberg, Beveren/Nijmegen, 1981.